# Róża Jundziłła
Róża Jundziłła (Rosa marginata) – gatunek rośliny wieloletniej należący do rodziny różowatych. Występuje dziko w środkowej i wschodniej Europie oraz w Turcji i na Zakaukaziu. W Polsce spotykany jest na rozproszonych stanowiskach w południowej i środkowej części kraju.

## Morfologia

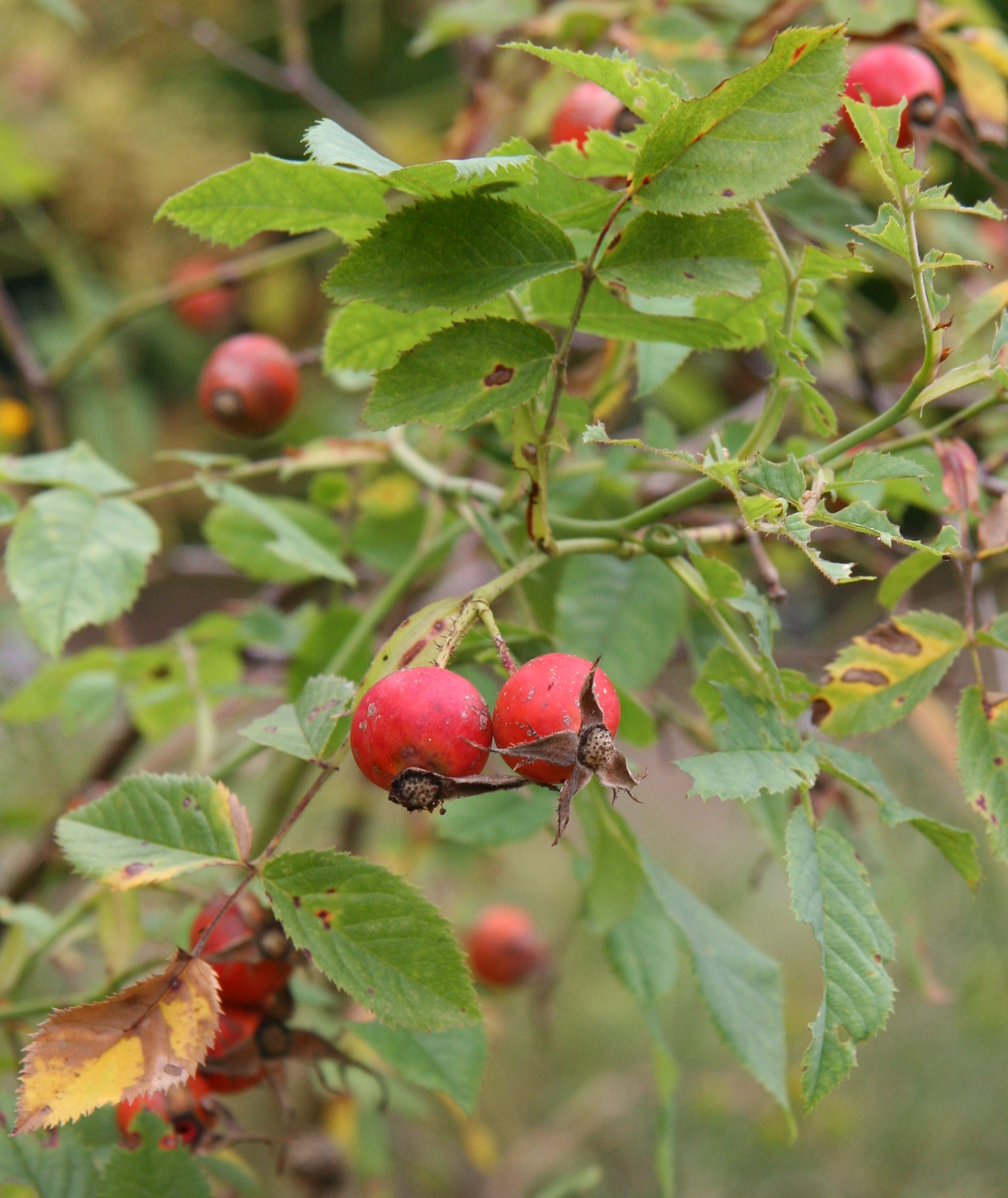
Owoce

PokrójKrzew o łukowato przegiętych pędach, pokrytych dość silnymi kolcami. Dorasta do 2 m wysokości. Często wytwarza rozłogi.
LiścieSą złożone z 5–7 piłkowanych eliptycznych listków długości 2,4–4 cm. Listki dość sztywne, nagie lub obustronnie owłosione, z dobrze widoczną nerwacją. Są piłkowane, mają ostre, głęboki i lekko odstające ząbki.
KwiatyDuże, pięciopłatkowe, pojedyncze, ciemnoróżowe na ogruczolonych przeważnie szypułkach. Po przekwitnięciu działki kielicha odginają się w dół, czasami na boki. Odpadają, zanim owoce w pełni dojrzeją. Słupki o nagich szyjkach, lub luźno tylko owłosionych. Hypancjum o wąskim ujściu.
OwoceCzerwone, kuliste owoce pozorne, pokryte szczecinkami.

## Biologia i ekologia
Krzew, Nanofanerofit. Siedlisko: zarośla, miedze. Kwitnie od czerwca do lipca.

## Zmienność
Tworzy mieszańce z różą dziką, r. francuską i r. rdzawą.